# Lithiumvorkommen auf der Weinebene
Das Lithiumvorkommen auf der Weinebene befindet sich im Brandrücken ungefähr zwei Kilometer westlich der Weinebene in der Gemeinde Frantschach-Sankt Gertraud in Kärnten, Österreich. Es ist eines der größten Lithiumvorkommen Europas (als Spodumen).

## Entdeckung, erste Untersuchungen
Das Vorkommen ist wissenschaftlich dokumentiert. Es wurde 1951 (damals noch als Diopsid-Aplit) von Peter Beck-Mannagetta publiziert, eine Untersuchung von Heinz Meixner bewies das Vorkommen von Spodumen.

## Grundlage der Aktivitäten
Die Aktivitäten um dieses Lithium-Vorkommen und einschlägige Veröffentlichungen beruhen u. a. darauf, dass nach dem österreichischen Recht die Berechtigung zum Abbau von Mineralien (Schurfberechtigung) jeweils nur auf fünf Jahre erteilt oder verlängert werden kann. Eine Schurfberechtigung erlischt u. a., wenn nicht zumindest in einem der fünf Kalenderjahre Arbeiten zum Erschließen und Untersuchen des Vorkommens zum Feststellen der Abbauwürdigkeit durchgeführt worden sind.
Das Lithium-Vorkommen auf der Weinebene wurde 2024 im Vergleich mit den großen Lagerstätten in Südamerika (z. B. Bolivien ca. 23 Mio. Tonnen) als zwar relevant, aber vergleichsweise gering dargestellt: Während die weltweiten Lithiumreserven mit rund 100 Millionen Tonnen erwähnt wurden, wurden die Reserven in Österreich mit rund 0,06 Mio. Tonnen erwähnt. Im Vergleich dazu wurden für Tschechien 1,3, für Serbien 1,2 Mio. Tonnen erwähnt.

## In den 1980er-Jahren
Mitte der 1980er Jahre fand ein Versuchsbergbau statt, im September 1985 ein Stollenanschlag. Es wurden 64 Kernbohrungen mit einer Gesamtlänge von 16 km durchgeführt, 35 Schürfgräben errichtet und Stollen mit einer Länge von 1,4 km gegraben. 1988 wurden die Arbeiten eingestellt. Wegen der hohen Aufbereitungskosten war ein Abbau des Vorkommens, der unter Tage erfolgen müsste, bis in das beginnende 21. Jahrhundert nicht wirtschaftlich möglich. Die Lithiumgewinnung aus anderen Vorkommen, besonders in Nordchile am Salar de Atacama, war im Obertagebau günstiger. Der Abbau wurde nach den Explorationsarbeiten stillgelegt, aber in Stand gehalten als Reserve für den Fall steigender Preise. 1991 wurde das Vorkommen um einen damaligen Schilling (heute: 0,07 Euro) vom staatlichen Unternehmen Minerex an die private Kärntner Montanindustrie (KMI) verkauft.

## Verkauf der Abbaustelle
Die Abbaustelle wurde 2011 um 10,25 Millionen Euro an die East Coast Minerals ECM, ein australisches Unternehmen und einen Partner aus Dubai weiterverkauft, der Vertrag am 31. Mai 2011 unterzeichnet. Die für einen Abbau notwendigen Bergwerksberechtigungen waren im März 2011 erteilt worden. Das Unternehmen zog sich später von der australischen Börse zurück, wechselte seinen Namen in Global Strategic Metals NL (NL steht für: no liability/keine Haftung), seine Anteile notierten in London, die Anteile in Europa wurden abgespalten.
Im Gebiet sollen sich bis zu 30 Millionen Tonnen lithiumhaltiges Gestein befinden. Über einen Abbau wurde Ende Mai 2011 publiziert, dass eine Machbarkeitsstudie beauftragt sei und man binnen 18 bis 24 Monaten, somit ungefähr 2013 mit der Förderung beginnen wolle. Zum möglichen Erfolg eines Abbaues sind auch skeptische Meinungen veröffentlicht, die auf die Höhenlage, die Qualität des Rohstoffs und die kostengünstigeren Gewinnungsmöglichkeiten in anderen Ländern hinweisen.

## Situation 2012
Im Jänner 2012 wurde berichtet, nach einer Untersuchung sei es unsicher, ob eine Förderung profitabel sei. Für den Bau der Mine und die Weiterverarbeitung der Erze wurden 55 Mio. Euro, für die Weiterverarbeitung zu Lithiumkarbonat weitere 60 Mio. Euro veranschlagt. Für den November 2013 wurde ein probeweiser Abbau von 1000 Tonnen Lithium-Erz angekündigt, um nähere Informationen für die Aufbereitung der Erze zu erhalten. 2014 wurde publiziert, dass sich der Abbau bis 2018 verzögern würde. 2015 wurde mit einem Aufwand von 170 Mio. Euro gerechnet, um die Mine in Betrieb zu nehmen. 2016 wurde berichtet, dass man „2019 eventuell mit einem Abbau beginnen könnte“. Es blieb offen, welche Technologie für den Abbau geeignet wäre und wo eine Fabrik zur Umwandlung von Lithium-Carbonat einzurichten sei, wobei dies nicht im Lavanttal sein müsse. Als neuer Besitzer des Vorkommens wurde die European Lithium Limited aus Großbritannien genannt. Die Schurfberechtigungen (exploration licences, Berechtigungen zum Erschließen und Untersuchen) wurden bis Ende 2019 verlängert. Die Besitzerin gab an, dass das Projekt aus „22 original and 32 overlapping exploration licences and a mining licence over 11 mining areas“ bestünde und dass die Produktion mit Ende 2020 beginnen könne.

## Situation 2017/18
Zu Jahresbeginn 2017 wurde publiziert, dass das Lithium-Vorkommen höher als bisher bekannt sei und binnen vier Jahren mit dem Abbau begonnen werden könne. Die Investitionen bis zur Förderung wurden auf 200 Mio. Euro geschätzt, Ziel sei, aus dem Mineral Spodumen für die Glaskeramikindustrie herzustellen. Allerdings erfordere die Aufbereitung des Erzes viel Wasser. Im Lavanttal herrsche aber eher Trinkwassermangel. In einer anderen Quelle wurden 18 Mio. Tonnen von hochqualitativem außerordentlich reinem Lithium erwähnt, das mit geringem Aufwand gewonnen werden könne, was rund 150 Arbeitsplätze bringen würde. Ob sich die Aufbereitungsanlage im Lavanttal (bei Frantschach) oder im Bezirk Deutschlandsberg befinden solle, war noch nicht entschieden. Der Deutschlandsberger Bürgermeister habe aber bereits wegen des hohen Wasserverbrauchs der Aufbereitung abgewunken, es gäbe auch kein Konzept des Betreibers. Skeptische Stimmen aus der Bevölkerung werden zitiert. Ebenso die Sorge, durch Erschütterungen nach Bohrungen oder Sprengungen könnten die Trinkwasserquellen für das neu errichtete Trinkwasserleitungsnetz der Stadt Deutschlandsberg verschüttet werden, da es nach einer Probebohrung bereits Verunreinigungen gegeben habe. Allerdings ist publiziert, dass der Bergwerksstollen („Traudl-Stollen)“ des geplanten Lithiumabbaues in der Höhe von ca. 1575 m ca. 3 km von der nächsten Quelle des Trinkwassersystems (mit ca. 1700 m Höhe) entfernt liege, was einen Einfluss von Sprengungen auf das Wasservorkommen als fragwürdig erscheinen ließe und nur durch fachliche Gutachten geklärt werden könne.
Am 19. Juni 2018 präsentierte der Geschäftsführer der European Lithium der Kärntner Landesregierung ein Vorhaben, das den Untertage-Abbau ab 2021 vorsah. 8–10 Mio. Euro wurde bereits in Prospektion investiert, im Juli 2018 sollten Genehmigungsverfahren beginnen. Das Unternehmen ging bei der Präsentation von einem Gesamtvorkommen von 720.000 Tonnen lithiumhaltigem Gestein aus. Pro Jahr könnten daraus 10.000 Tonnen Lithiumhydroxid gewonnen werden, wobei der Gewinn pro Tonne mit rund 12.000 Euro angegeben wurde. Es wurde mit einem Abbau über mindestens zehn Jahre gerechnet und davon ausgegangen, noch auf weitere Lithium-Vorkommen auf der Weinebene zu stoßen. Als Gesamtinvestitionssumme für den Bergwerksbetrieb und die Lithiumhydroxid-Gewinnungsanlage wurden 425 Millionen Euro genannt. Zu den Abbauplänen wurde die Schaffung von 400 direkten und im Idealfall über 1000 Arbeitsplätzen genannt.

## Situation 2022
Im Februar 2022 wurde im Interview mit dem Vorstandsvorsitzenden der European Lithium, Dietrich Wanke, bekannt, dass auch ein geplanter Abbautermin Mitte 2023 nicht gehalten werde. Als ambitioniertes Ziel wurde Ende 2024 genannt, wozu auch Reisebeschränkungen der Corona-Pandemie beigetragen hätten, weiters bestehe ein Facharbeitermangel, der aber behebbar sei. Das Abbauprojekt wurde als untertägiger Bergbau sehr nachhaltig geschildert: die gesamte Infrastruktur würde sich im Berg befinden, es gäbe weder Förderturm noch Schachtanlage oder Halden in der Landschaft. Zur angeblich günstigeren Kostenstruktur der südamerikanischen Lithiumgewinnung wurde erwähnt, dass dafür große Mengen an Grundwasser notwendig wären, was zum Austrocknen der Landschaft führe. Zudem müsse das dort gewonnene Lithium recht teuer chemisch nachbehandelt werden, um salzhaltige Rückstände zu entfernen. Wie groß der Bedarf sei, hänge von den europäischen Vorstellungen hinsichtlich eigener Versorgung mit Lithium ab, derzeit stammten drei Viertel des Bedarfes aus Chile, weitere Teile aus den USA und Russland. Wenn die Klimawende ernsthaft vorangetrieben werden sollte, würde es auch notwendig werden, große Energiespeicher in industriellem Maßstab zu bauen, die Nachfrage nach Lithium werde sehr hoch werden.

## Situation 2023
Im Mai 2023 beschäftigten sich mehrere Publikationen mit der Weiterführung der Abbaupläne. Die genannten Gebiete liegen teilweise im nördlichen Umfeld der Weinebene, wobei nicht bekannt ist, ob sich das Lithiumlager von der Weinebene bis dorthin erstreckt. Ein Gebiet ist der Wildbachgraben im Raum Deutschlandsberg. Die Veröffentlichungen nennen dessen genaue Lage nicht, es kann ein Graben ca. 4 km nördlich der Weinebene bei der Wildbachalm⊙ am Hang der Handalm gemeint sein oder das Tal des Wildbaches selbst (Steinbruch Tauzher mit Mineralienfundstellen ⊙). Ein weiteres Gebiet, das in den Plänen genannt wird, ist der Klementkogel ⊙ ca. 12 km nördlich der Weinebene. Spodumen wurde bereits im Tal des Wildbaches bei Freiland bei Deutschlandsberg gefunden. Ein weiter in diesem Zusammenhang genannter Bereich ist der Raum Bretstein-Lachtal im Bezirk Murtal. Anders als in Kärnten (in dem der Abbau Weinebene liegen würde) gab es für die steirischen Gebiete noch keine Machbarkeitsstudie.
Zur Weiterverarbeitung des Lithiums wurde publiziert, dass dies nicht in Österreich erfolgen solle, sondern darüber ein Vertrag mit einem Unternehmen in Saudi-Arabien abgeschlossen wurde. Gegen eine Verarbeitung in Europa sprächen die zu hohen Energiekosten; die geplanten Investitionen und die Schaffung der ins Auge gefassten ca. 400 Arbeitsplätze wären nicht möglich. Der Abbau soll 15 Jahre lang betrieben werden, zwölf Millionen Tonnen Gestein sollen in Saudi-Arabien zu 129.000 Tonnen reinem Lithium verarbeitet werden. Ein Vertrag mit BMW zur Abnahme des batteriefähigen Lithiums bestehe bereits.
Im Dezember 2023 wurde die Vereinbarung mit BMW als Absichtserklärung geschildert; ob ihr ein Vertrag folgte, blieb unklar. Ein Lieferbeginn für Lithium müsse nicht 2025 beginnen und könne auch verschoben werden, Geld sei noch keines geflossen. Wann im Lavanttal Lithium abgebaut werde, lasse sich zum Zeitpunkt der Veröffentlichung „kaum seriös beantworten“. Anträge auf Bewilligung einer Bergbauanlage lägen der österreichischen Montanbehörde keine vor.

## Situation 2024
Nach Medienberichten war es bis dahin nicht möglich, ausreichend Geld für den Abbau aufzutreiben, sodass eine Investorensuchen in den USA eingeleitet wurde. Ausreichende Mittel vorausgesetzt, wurde publiziert, dass geplant sei, 2025 die Mine zu bauen, und danach 2026 die Anlaufphase für den Abbau beginnen könnte. Vertreter aus der Gemeinde Deutschlandsberg wiesen darauf hin, dass ein UVP-Feststellungsverfahren im Gange sei, und äußerten Bedenken, dass die Trinkwasserversorgung gefährdet werden könnte. Da das Material nicht nach Kärnten, sondern über die Weinebene nach Deutschlandsberg zur Koralmbahn und zum Bahnhof Weststeiermark transportiert werden solle, sei mit einer Belastung durch LKW-Transporte zu rechnen. Am 28. November 2024 stellte die Kärntner Landesregierung mit Bescheid fest, dass für das Vorhaben keine Umweltverträglichkeitsprüfung notwendig ist. Zuständig für die Genehmigung ist damit die Montanbehörde. Die Gemeinde Frantschach-St. Gertraud sowie die NGO Alliance for Nature legten Beschwerde ein.

## Preisentwicklung
Mit dem Aufkommen der Lithium-Batterietechnologie stieg die Nachfrage sprunghaft an. 2015 begann eine Phase extremen Wachstums, als die Elektromobilität und tragbare Elektronikgeräte den Markt zu dominieren begannen. Der Lithiumpreis erreichte im Jahr 2022 ein Allzeithoch bei über 80.000 USD je Tonne. Danach fiel er aufgrund von Überangeboten. Anfang August 2024 lag der Preis je Tonne bei rund 11.000 USD.